# 実のならないいちじくの木のたとえ

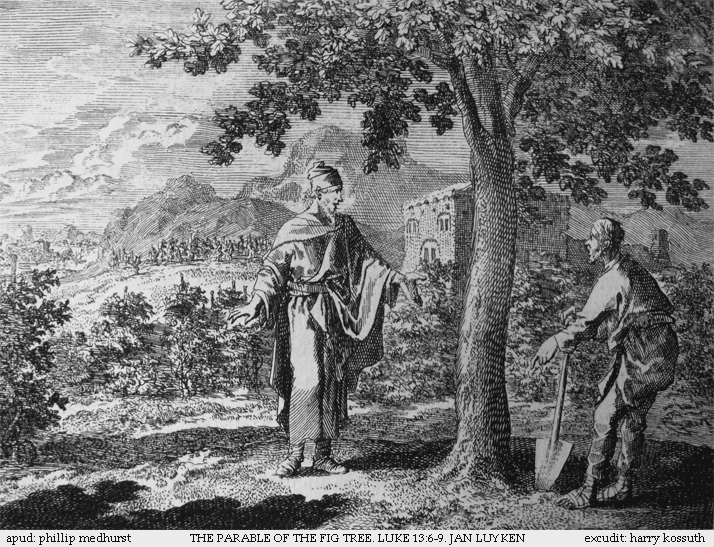
実のならないいちじくの木
17世紀末のオランダの版画家ヤン・ルイケンの Bowyer版聖書のルカによる福音書の挿絵

実のならないいちじくの木のたとえ(みのならないいちじくのきのたとえ、英語: Parable of the barren fig tree)は、新約聖書のルカによる福音書（13:6-9）に登場する、イエス・キリストが語った神の国に関するたとえ話である。

## 内容

### 概要
ぶどう園の持ち主がぶどう園にいちじくの木を植えていた。彼は実を捜しに来たが見つからないので、園丁に「これまで3年間待っているが実がならない。土地がむだになるから切ってしまいなさい」と言った。すると、園丁は「ご主人様、もう1年待ってください。まわりを掘って肥料をやってみますから。そうすれば実がなるかもしれません。それでもだめだったら切り倒してください」と言った。

## 解説
ぶどう園の持ち主がぶどう園にいちじくの木を植えていた。これは農夫にとって、めずらしいことではなかった。いちじくの木は根を広く張るので、実がならなければ、その木が占めている土地はむだになる。そのため、切り倒して他の木を植えることは理屈にかなったことである。しかし、このたとえは切り倒すことをもう少し待ってほしいと言う園丁の願いが重要となっている。
イエスは悔い改めないユダヤの民への非難としてこのたとえを語っており、実らないいちじくは神の願いに背信し続けた古代イスラエルの民を表し、実りとは悔い改めと愛徳を表している。そして、園丁の願いは、忍耐と愛を持って実りを切望する神の願いを表している。また、ぶどう園の持ち主が神だと考えれば、ぶどう園は神が造った世界を表し、園丁はイエス自身を表していると考えることもできる。
実がならないユダヤの民を救うために、神によって地上に送られたイエスは救おうとするユダヤの民に十字架に付けられ、殺されてしまう。それが贖罪となって、悔い改めた人々が作り直された新しい神の民となり、いちじくの木に豊かな実がつくことを神は忍耐を持って切望している。このたとえは、そのような神の恵みと裁きの両方の意味を含蓄している。
そして、我々人間は何度でも繰り返し立ち直って、神の恵みにふさわしい実を実らせる生活を生きていくことができる。